# Objaw Bostona
Objaw Bostona – objaw chorobowy polegający na nierównomiernym z ruchem gałek ocznych przesuwaniu się powiek podczas patrzenia ku dołowi. Pojawia się w nadczynności tarczycy.
Nazwa upamiętnia Leonarda N. Bostona (1871-1931) – amerykańskiego internistę.